# In gewissen Nächten
In gewissen Nächten (Originaltitel: Boniface somnambule; Österreich: Fernandel als Warenhausdetektiv) ist ein französischer Schwarzweißfilm, bei dem Maurice Labro Regie führte und der 1951 in die Kinos kam.

## Handlung
Victor Boniface ist ein Warenhausdetektiv und der Film beginnt, wie er in seinem Büro auf einem Bildschirm die Geschehnisse an der Kasse der Schmuckabteilung überwacht und prompt einen Dieb überführen kann. Des Nachts macht er sich als Schlafwandler mit der sprichwörtlichen Sicherheit über das Dach auf den Weg in das Warenhaus, wo er Schmuck aus einer Vitrine entwendet. Der Nachtwächter nimmt einen Schluck aus seinem Flachmann und eine Diebesbande sieht sich ihrerseits in dem Schlafzimmer von Boniface um.
Im Warenhaus ist es nun die vornehme Pflicht von Boniface, sich der Aufklärung des nächtlichen Raubes zu widmen. Die Vernehmung des (nicht nur schlaftrunkenen) Nachtwächters ergibt, dass dieser meint, in der Nacht den schlafwandelnden Boniface gesehen zu haben. Der tut das ab, da er sich keineswegs an seine nächtlichen Ausflüge erinnern kann. Im Warenhaus lässt Boniface die Überwachungskamera schweifen. Diesem für die Zeit als technisches Wunderwerk zu bezeichnenden Gerät gelingt es nicht nur, praktisch bis in jeden Winkel Aufnahmen zu machen, sondern auch den entsprechenden Ton zu den eingefangenen Bildern zu übermitteln. So schaut Boniface einer Sängerin in einem Nebenraum zu, die wohlgefällig ein Chanson für eine Tonbandaufzeichnung zu Gehör bringt, in das Boniface sich virtuell als Duettpartner einbringt. Nach dieser gänzlich aus der Handlung zu fallen scheinenden musikalisch-romantischen Einlage wird diese wieder integriert, indem der Detektiv zu der Sängerin eilt und ihr persönlich die Aufwartung macht.
Um gegen erneute Diebeszüge gewappnet zu sein, lässt sich Boniface eine Reihe von Sicherheitsmaßnahmen einfallen. In der Nacht macht er sich wieder als Schlafwandler auf den Weg über die Dächer. Boniface kann sich neue Beute in der Schmuckwarenabteilung im wahrsten Wortsinne „angeln“, wodurch er alle Sicherheitsvorkehrungen umgeht und dem aus dem Schlaf erwachenden Nachtwächter entkommt. Auf dem Rückweg schlafwandelt Boniface zielstrebig durch das offene Fenster in das Zimmer der angebeteten Sängerin, der er das gerade erbeutete Armband schenkt. Die beiden landen im Doppelbett, aus dem sich Boniface nach einer Zwischenblende wieder erhebt, der nun schlafenden Sängerin das Armband wieder abnimmt und in sein Zimmer wandelt.
Am folgenden Morgen sagt der Nachtwächter gegenüber einem Polizeiinspektor aus, er habe Boniface mit einer Angel erkannt. Geglaubt wird ihm jedoch nicht. Im Hotel entwenden nun die Gauner die von Boniface angesammelte Sore aus dessen Zimmer. In der Nacht legen sich der Inspektor und Boniface gemeinsam auf die Lauer. Als Boniface jedoch einschläft, dauert es nicht lange, bis er wieder anfängt, im Schlaf zu wandeln. Der Inspektor merkt davon nichts und ist erst überrascht, als er sieht, dass schon wieder ein Schmuckstück fehlt. Auf der Suche nach Boniface wird er von dem Gaunertrio niedergeschlagen. Boniface hingegen hat sich schlafwandelnd auf den Weg in sein Zimmer im Grand Hotel gemacht, landet aber erst einmal im Bett eines jungen Ehepaares, wo er aus dem Schlaf gerissen in der Realität landet. Ihm dämmern nun einige Zusammenhänge. Seiner schlafwandlerischen Fähigkeiten beraubt fällt es ihm sehr schwer, ohne abzustürzen wieder sein eigenes Zimmer zu erreichen.
Bis das Ende wirklich glücklich wird, kommt es zu einem furiosen Trubel, in dem die Zusammenhänge für alle beteiligten klar werden.

## Produktion
Kinostart von In gewissen Nächten war in Frankreich am 3. August 1951, in der Bundesrepublik am 15. Dezember 1952 in Österreich im Mai 1954 und in der DDR am 13. April 1956. Der Film war vom 20. November bis 23. Dezember 1950 in den Studios des Buttes-Chaumont, Paris, gedreht worden. Produktionsfirmen waren La  Société Française de Cinematographie und La Société des Films Sirius.
Der Film wurde in der Bundesrepublik bei Mars Film in Berlin und in der DDR bei DEFA-Studio für Synchronisation, Berlin/Ost, synchronisiert.
| Darsteller       | Sprecher Mars Film  | Sprecher DEFA-Studio | Rolle                 |
| ---------------- | ------------------- | -------------------- | --------------------- |
| Fernandel        | Alfred Balthoff     | Gerhard Frickhöffer  | Victor Boniface       |
| Louis de Funès   | Walter Bluhm        | Willi Narloch        | Anatole               |
| Michel Ardan     | Eckart Dux          | Hubert Suschka       | Gangster              |
| Rivers Cadet     | Walther Suessenguth | Werner Peters        | Inspektor Jean Benoit |
| André Numès Fils | Klaus Schwarzkopf   |                      | Hausdiener Jules      |
| Gaby Andreu      | Gretl Schörg        | Gisela Reissmann     | Stella Gazzini        |
| Julien Maffré    | Ewald Wenck         |                      | Victor                |
| Raoul Marco      | Aribert Wäscher     | Herbert Kiper        | Warenhaus-Direktor    |

Louis de Funès’ Szenen beginnen bei 1h04’ 28” und dauern erstmals in seiner Leinwandlaufbahn mehrere Minuten mit soviel Text, dass er bei der Synchronisation berücksichtigt wurde. Dieses war der erste Film, der Fernandel und Louis de Funès auf der Leinwand zusammenbrachte, drei Jahre vor ihrer bemerkenswertesten Zusammenarbeit in Le Mouton à cinq pattes (Der Hammel mit den fünf Beinen) (1954).

## Kritik
James Travers schreibt in French Films, den Film zu schauen sei eine liebenswerte Zeitverschwendung, wenn man ein Fan von Fernandel sei; falls nicht, sollte man sich besser nicht darum kümmern.
Der Filmdienst nennt In gewissen Nächten eine „amüsante Fernandel-Komödie“.